# Zizeeria tanagra
Zizeeria tanagra är en fjärilsart som beskrevs av Felder 1860. Zizeeria tanagra ingår i släktet Zizeeria och familjen juvelvingar. Inga underarter finns listade i Catalogue of Life.